# 毓鋆
毓鋆（1906年10月27日—2011年3月20日），愛新覺羅氏，名金成，號安仁居士，迁居台湾後曾化名劉柱林（救命恩人之姓名），生於大清北京，清朝宗室後裔，滿洲正紅旗人，儒家學者，創辦奉元書院，以私人講學，外界稱其為「毓老」，在台灣宣揚中華文化六十餘年。
毓鋆自稱是禮親王代善后裔，但其所用字輩與禮親王家同代之人不同。

## 家世
毓鋆是清朝宗室出身，禮親王代善的后裔，母親出身鈕祜祿氏，毓鋆生前曾當面向弟子提及其父並非誠厚，因為當時他所用信箋上印有取自《論語》：「天將以夫子為木鐸」之意的「世鐸精廬」，被以為紀念世鐸。
毓鋆生於1906年（光緒三十二年九月初十），與末代皇帝溥儀同年，四歲由母親親授四書，十三歲讀完十三經。六歲開始進宮陪溥儀伴讀，師事陳寶琛（皇帝之家庭老師、宣統帝溥儀之太傅）、鄭孝胥、羅振玉、柯劭忞（蒙古史學者）、王國維、康有為、和葉玉麟諸先生，傳習經史子集之學，英國人莊士敦先生（Reginald Johnston）教授西洋之學。王國維後來就任清華國學研究院的“四大導師”之一，要求毓鋆一起到國學院旁聽，並曾在清華國學研究院旁聽其師兄梁啟超講述之墨子。
後留學日本、德國學習軍事。畢業回國後，投入滿洲獨立運動，曾任職於滿洲國情報部門，某次於暗中破壞日本軍事行動時，被日本軍警追捕，緊急時逃入不相識的劉柱林先生院子內躲避，劉柱林見狀知道是抗日份子，不問緣由急忙脫下身上長袍及身份證助其脫逃，所以毓鋆終身感念救命恩德，以致在台灣時以劉柱林為名，以示不忘救命恩人，並在兩岸互通之初，即回東北尋訪劉柱林先生。
1945年滿洲國覆亡時，假扮為僧侶，逃至中國大陸南方，曾代表東北滿族出席南京的抗戰勝利紀念會。國共內戰後，隨國民政府輾轉來到台灣。
毓鋆妻子是蒙古格格，自幼兩人訂婚。赴台時正值壯年，但他的老母親不願去，他只好讓妻子留在大陸陪伴母親。沒有想到這一去便是永別。他曾表示妻子是蒙古族女孩，性格剛烈不會再嫁的，所以他也不會再娶。在課堂上，他破例談到過男女之愛，“下班回家，想到另一半，會不由自主笑出來，這就是恩愛夫妻。”不少弟子都聽老師不止一遍地背誦過一段駢文，那是兩岸往來後妻子寫來的一封信：“倚門閭而望穿雲樹，履林海而恨滿關山；兩地相思一言難盡，花蔭竹影滿地離愁；獨對孤燈，一天別恨。月夜，雨夜，無事夜；飯時，眠時，黃昏時；此六時滋味不可言傳。”1990年，留日弟子來信，起語便是“驚聞師母仙逝……”，毓鋆傾時淚流滿面。晚年的他盡焚所書紙稿，倖存的三張夾在書裡的紙頭，赫然是寫給亡妻的四首詩。

## 輾轉來臺
毓鋆來臺之初，受南志信邀請到臺東農校作教務主任，當時校長為陳耕元。毓鋆在當地還穿著原住民服裝以親近當地人。
後來以「遜清遺老」、「不食周粟」緣由守節，拒絕加入國民黨及所安排之職務，所以政府當局長期以特務加以監視，導致他於1948年1月來到臺灣後，幾乎是深居簡出，過著隱士般的生活。每天以讀書為樂，讀《易經》一卦與《春秋》一年爲日課，常與鄰居長者寒暄，然而鄰居甚少知道其本名，皆尊稱「老先生」或是「老王爺」而不名，暇時亦以畫觀音佛像爲父母迴向，報答生育大恩。
據《無隱錄》中對毓鋆的簡介，毓鋆來臺後「隱於鄉，以讀書自娛。自學卅餘年（按：約指至1970年之時），以《春秋》公羊學之微言大義為用，以《大易》為歸，貫徹群經， 成《愛新氏八經微義》（易、書、詩、禮記、公羊春秋、論、孟、孝經）並著《新清史》、《受想行識集》（記乙酉以前事）及《無受想行識集》（記乙酉以後事）等稿」，這些書稿未曾出版。

## 講學事業
毓鋆至台之初，曾在台東農校教育山地學生三年，期間曾為胡適父親胡傳立了「清臺東直隸州州官胡鐵花紀念碑」，並且改其前路名為鐵花路以示紀念。胡適後來到台東尋訪其父遺跡時，見到了石碑與鐵花路，甚為詫異，詢知是毓鋆後，遂與之友好，隨後回到台北。起初來台灣學習漢學的外國學生，徵詢胡適意見，胡適則推薦到毓鋆門下，所以外國學生開始登門求教。1958年10月，毓鋆開始在家中為外國留學生開課，講授《春秋》公羊家哲學，但為避免政治壓力，最初並不接受本國學生。加州大学洛杉矶分校（UCLA）的理查德·魯道夫（Richard Rudolph）是毓老首位外國學生，至1970年初已有十多年之久，其中多數學生已拿到博士學位並在國外各大學任教，這些外國學生共計：33位美國人、2位日本人、2位英國人、1位加拿大人、和1位越南人。美國漢學家中，如簡慕善（John Jamieson)、席文（Nathan Sivin）、孟旦（Donald J. Munro）、范力沛（Lyman van Slyke）、吉德煒（David Keightley）、魏斐德（Frederic Wakeman, Jr.）、包弼德（Peter K. Bol）、夏含夷（Edward L. Shaughnessy）、班大為（David W. Pankenier）等多人皆曾受教門下。
1966年受到張其昀的一再敦請，同意到中國文化學院（今中國文化大學）任教。1967年9月，毓鋆開始在該校哲學系任教，開設「孔孟荀哲學」、「陸王哲學」、「學庸哲學」和「易經哲學」。下學期擔任系主任，但1968年7月，因人事問題而離職。此後曾受于斌樞機主教敦請，至輔仁大學哲學研究所開課，由1968年7月至1969年9月，只有一學期。 1970年，受政治大學哲學系主任趙雅博之邀，至政治大學開課，講授《易經》，但為期也只有一年。至1971年，校方因受政治壓力，沒有續聘，毓鋆此後開始私人講學生涯。
1971年毓老在台北成功新村（大安區和平東路311巷，今「成功國宅社區」）自宅創設了「天德黌舍」（後改為「奉元書院」）從事私人講學的事業。最初只以美國留學生為主，教了不少外國學生 。後來台大的研究生，也陸續來請教，尢其是台大歴史研究所的研究生居多。其六十年的講經生涯，學生遍及政商藝界，包括前副總統連戰、蕭萬長、前海基會董事長江丙坤、前外交部長黃志芳、前行政院長江宜樺、前總統李登輝的《易經》教師劉君祖、前英業達集團總裁溫世仁、雕塑家楊奉琛等。毓老宣揚中華文化六十餘年，述而不作並以傳承中國文化為他畢生最大的志業。毓老的教育是從儒家思想入手，他特別重視《大學》、《中庸》、《論語》、《孟子》的四書教學，所以在「黌舍」讀書，要等上過一年的四書班，才算在「黌舍」入了學籍，也才能選讀五經或諸子等其它課程。。
在1970年代，毓老的「天德黌舍」從週一到週五每天晚上都有開課，週一上《易經》，週二上「四書」，週三上《春秋繁露》，週四上「詩、書、禮」，週五上「子書」，包含老子、莊子、荀子、韓非子、孫子、管子等先秦諸子，並涉及《資治通鑑》及《人物志》。直到2008年，以102之高齡仍登壇授課。
2011年3月20日於台北市家中辭世，享嵩壽105歲。

## 身後榮譽
中華民國政府通過總統頒佈褒揚令給予褒揚，褒揚令原文為：
|                                  | 當代經學家劉柱林，本名愛新覺羅毓鋆，沈潛醇謹，識度清邁。幼歲嫻誦四書五經，修習格致西學，及長負笈日本、德國，覃思邃密，績學博文。隻身來臺後，曾遠赴臺東部落執教，啟迪沾溉，嘉惠原鄉。嗣任教國立臺灣大學、政治大學暨輔仁大學、文化大學等校，闡揚儒學經典奧旨，析論法家治術精微，志道游藝，桃李門牆。復開辦奉元書院，暢申修齊治平哲理，厚植庠序教化功能，勤攄澹泊，述而不作；樂育宣劬，濟濟多士。綜其生平，流風德澤，見淑世牖民之深衷；紹統延緒，成中華文化之薪傳，學海津梁，貽範永馨。遽聞上壽捐館，軫悼殊殷，應予明令褒揚，用示政府篤念耆碩之至意。 |
| ——總 統 馬英九 ， 中華民國總統府 | |

## 院訓
奉元書院院訓是：
學由不遷怒 不貳過 臻聖王至德 
菀育仁者相 帝者師 履一平要道

## 毓鋆夏學特藏室
由於毓鋆來台初期關愛台東，宏揚夏學。台東大學承啟夏學對永續發展教育的影響力，設立毓鋆夏學特藏室。其籌設目的在以毓老師生平介紹、對台東的奉獻與在地連結為基礎，介紹夏學，以古人智慧承啟全球永續發展智慧，與時俱進，呈現特色典藏，以提供國內外教育推廣與教學研究使用，並為未來推展華夏學虛實整合典藏、講座、論壇等長期目標立下基礎。亦即透過毓鋆的夏學特藏和特展，來傳承先賢講信修睦、利他共好的大同智慧，希望在實踐綠色國際大學及全球永續發展目標能夠有所啟發，並且提供教學研究和教育推廣上的支持與動力來源。
毓鋆夏學特藏室設置在台東大學圖書資訊館圖書棟三樓沙發區，籌設計畫於2022年5月19日校務基金管理委員會提案通過，由張珓榕設計師帶領的木直森室內裝修設計團隊得標。該團隊經過與規劃執行小組多次討論後，於9月提出細部設計書，11月20日辦理驗收，並於12月5日舉行特藏室開幕式。

## 相關著作

### 門人整理之語錄、著作
- 許仁圖述作：《論語一章》（高雄：河洛圖書出版社，2011年）

［香港版］《論語一章：且聽清室最後一位王爺如何講解》（香港：天地圖書，2012年）
- 許仁圖主編：《禮元錄《毓老師說》》（高雄：河洛圖書出版社，2012年）

［簡體版］《毓老師說》（上海：上海三聯書店，2015年）
- 愛新覺羅‧毓鋆講述，許晉溢筆記：《毓老師講中庸》(1996年)（臺北：中華奉元學會，2013年）
- 愛新覺羅‧毓鋆講述，陳絅筆記：《毓老師講孫子》（臺北：中華奉元學會，2014年）

［簡體版］《毓老師說孫子兵法》（上海：上海三聯書店，2015年）
- 愛新覺羅‧毓鋆講述，陳絅筆記：《毓老師講學庸》（臺北：中華奉元學會，2014年）

［簡體版］愛新覺羅‧毓鋆講述，陳絅整理：《毓老師說大學》（上海：上海三聯書店，2015年）
［簡體版］愛新覺羅‧毓鋆講述，陳絅整理：《毓老師說中庸》（上海：上海三聯書店，2015年）
- 愛新覺羅‧毓鋆講述，陳絅筆記：《毓老師講論語》上、下冊（臺北：中華奉元學會，2015年）
- 愛新覺羅‧毓鋆講述，陳明德、沙平頤、劉昊筆記：《毓老師講莊子 1978－1979》（臺北：中華奉元學會，2015年）
- 愛新覺羅‧毓鋆講述，蔡宏恩記述，許晉溢整理：《毓老師講學庸》(1999年)（臺北：中華奉元學會，2015年10月）
- 愛新覺羅毓鋆講述，蔡宏恩、許晉溢記述，許晉溢整理：《毓老師講人物志》(1995、1996年)（臺北：中華奉元學會，2016年3月）
- 愛新覺羅毓鋆講述，蔡宏恩、許晉溢記述，許晉溢整理：《毓老師講孟子》(1995年)（臺北：中華奉元學會，2016年11月）

### 傳記、回憶錄

#### 專書
- 魏斐德編：《無隱錄》（Nothing Concealed，1970年）
- 許仁圖：《長白又一村》（高雄：河洛圖書出版社，2012年）

［簡體版］《一代大儒：愛新覺羅‧毓鋆》（上海：上海三聯書店，2014年）
- 張輝誠：《毓老真精神》（臺北：印刻文學，2012年）
- 董華春：《問心錄：感念恩師大清禮烈親王裔孫愛新覺羅毓鋆》（高雄：河洛圖書出版社，2014年）
- 許仁圖：《盤皇另闢天的毓老師》（高雄：河洛圖書出版社，2015年）

#### 單篇文章
- 鄭健立：〈終身難忘毓老師〉，《明道文藝》252期（1997年3月），頁53-55。
- 尉天驄：〈傲然卓立舊王孫─回憶毓老〉，《文訊》315期（2012年1月），頁41-46。
- 張輝誠：〈尊師重道，大公無私─毓老師與師承〉，《印刻文學生活誌》103期（2012年3月），頁166-177。
- 黃忠天：〈溯源與奔流─跨世紀經學家愛新覺羅毓鋆與奉元書院教育〉，《漢學研究通訊》第32卷第1期（2013年2月），頁38-49。

## 外部連結
- 中華奉元學會 （页面存档备份，存于）
- 毓老 紀念網頁 （页面存档备份，存于）
- 毓老師（facebook） （页面存档备份，存于）
- 奉元書院（facebook） （页面存档备份，存于）
- 台大奉元社（facebook） （页面存档备份，存于）